# Saint-Hubert, Moselle
Saint-Hubert, Moselle là một xã trong tỉnh Moselle, vùng Grand Est đông bắc nước Pháp.